# Charles Moureu

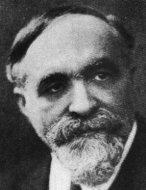
Charles Moureu

François Charles Léon Moureu (* 19. April 1863 in Mourenx; † 13. Juni 1929 in Biarritz) war ein französischer Chemiker. Er prägte den Begriff Autooxidation und gilt als Pionier der Suche nach Antioxidantien.
Charles Moureu war der Sohn eines Landwirts und studierte nach der Apothekerlehre in Biarritz an der École supérieure de Pharmacie in Paris. Anschließend studierte er Naturwissenschaften an der Sorbonne mit dem Lizenziat 1888 und wurde dann Chefapotheker am psychiatrischen Krankenhaus Asile de la Seine. 1893 wurde er bei Auguste Béhal mit der Arbeit L’acide acrylique et ses dérivés (Acrylsäure und ihre Derivate) promoviert und war ab 1895 Professor an der École supérieure de Pharmacie. 1917 wurde er Professor am Collège de France. Im Ersten Weltkrieg war er wesentlich an der französischen Giftgasentwicklung beteiligt.
Moureu befasste sich mit Acetylen-Chemie (Alkali-Verbindungen von Acetylenen als Zwischenprodukte für die organische Synthese) und synthetisierte 1916 als Erster Dicyanoethin (als zweite nur aus Stickstoff und Kohlenstoff bestehende Verbindung überhaupt, nach Dicyan). Ab 1919 untersuchte er mit Charles Dufraisse (1885–1969), seinem Schüler und Nachfolger an der École supérieure de Pharmacie und später am Collège de France, die Polymerisation und Zersetzung von Acrolein (das er in Zusammenhang mit Giftgasforschung untersuchte). Dazu musste Sauerstoff vorhanden sein, was ihn zur Einführung des Begriffs Autooxidation führte. Er suchte nach Substanzen, die diese langsame Zersetzung auch von Kautschuk und Riechstoffen verhinderte, und stieß auf Antioxidantien wie Phenole mit mehreren OH-Gruppen.
Er untersuchte den Edelgasgehalt von Mineralwassern und fand konstante Verhältnisse bei den schwereren Edelgasen (schwerer als Helium). Mureu postulierte, dass dies die Häufigkeitsverhältnisse im solaren Urnebel gewesen wären. 1911 wurde er Mitglied der Académie des sciences und 1907 der Académie nationale de Médecine. Die Académie royale des Sciences, des Lettres et des Beaux-Arts de Belgique nahm ihn 1919 als assoziiertes Mitglied auf. Er war Großoffizier der Ehrenlegion. Er erhielt den Prix Capuron der Académie nationale de Médecine und den Prix Jecker der Académie des sciences. 1887 erhielt er die Goldmedaille der École supérieure de Pharmacie.
Sein Sohn Henri Moureu (1899–1978) war auch Chemiker, der nach Analyse der V2-Technik als Mitglied der Résistance nach dem Krieg ein wichtiger Forscher in der französischen Raketentechnik war.
Zu seinen Schülern gehören Dufraisse und Ernest Fourneau.

## Schriften
- Notions fondamentales de la chimie organique, 4. Auflage, Gauthier-Villars 1913, Digitalisat
- La Chimie et la Guerre - Sciences et Avenir, Masson 1920, Digitalisat
- Sur la Science et ses applications 1927
- De la petite à la grande patrie 1928